# Bromid měďný
Bromid měďný je anorganická sloučenina se vzorcem CuBr. Tato látka zaujímá polymerní strukturu podobnou jako sulfid zinečnatý. Používá se při přípravě organických sloučenin a v některých laserech.

## Příprava a vlastnosti
Čistý bromid měďný je bílý, vzorky ovšem mohou být zabarveny kvůli přítomnosti nečistot tvořených měďnatými sloučeninami. Na vzduchu se snadno oxiduje. Připravuje se redukcí měďnatých solí siřičitany za přítomnosti bromidů, například reakcí bromidu měďnatého se siřičitanem vznikne bromid měďný a bromovodík:
2 CuBr2 + H2O + SO 2-
3  → 2 CuBr + SO 2-
4  + 2 HBr
Kvůli své polymerní struktuře, která zahrnuje tetrakoordinovaná čtyřstěnná Cu centra propojená bromidovými ligandy, je CuBr nerozpustný ve většině rozpouštědel. Vytváří adukty s Lewisovými zásadami, například s dimethylsulfidem tvoří bezbarvý komplex:
CuBr + S(CH3)2 → CuBr(S(CH3)2)
V tomto lineárním komplexu je měď dvojvazná. Podobné komplexy vznikají i s jinými „měkkými“ ligandy; například s trifenylfosfinem vzniká produkt CuBr(P(C6H5)3). Při tepelné excitaci par bromidu měďného vzniká modrofialové světlo. Díky této vlastnosti má bromid měďný využití v pyrotechnice.

## Využití v organické chemii
Bromid měďný se používá při Sandmeyerově reakci, při které se připravují arylbromidy z diazoniových solí:
ArN +
2  + CuBr → ArBr + N2 + Cu+
Komplex CuBr(S(CH3)2 vytvářený z bromidu měďnatého se používá na přípravu organoměďných sloučenin. Komplexy CuBr se používají jako katalyzátory při radikálových polymerizacích a dehydrogenačních reakcích.